# Peter Müller (jégkorongozó)
Peter Müller (Davos, 1896. február 22. – 1974) svájci olimpikon, jégkorongozó.
Az 1924. évi téli olimpiai játékokon a svájci válogatottal játszott a jégkorongtornán. Első mérkőzésükön a svédek ellen kikaptak 9–0-ra. Ezután a kanadaiaktól egy megsemmisítő 33–0-s vereség jött, majd az utolsó csoportmérkőzésen a csehszlovákoktól is kikaptak 11–2-re, így az utolsó, 8. helyen végeztek. Mind a három mérkőzésen játszott, de nem szerzett gólt.
Részt vett az 1934-es jégkorong-világbajnokságon, ahol negyedikek lett és Európa-bajnoki ezüstérmesek, majd a következő évben az hazai rendezésű 1935-ös jégkorong-világbajnokságon ezüstérmesek lettek és ez Európa-bajnokságnak is számított így Európa-bajnokok lettek.
A svájci HC Davosban játszott. Kétszeres Spengler-kupa győztes és kilencszeres svájci bajnok.